# 시리타 라이트
시리타 라이트(Syreeta Wright, 1946년 8월 3일 ~ 2004년 7월 6일)는 미국의 가수이다. 펜실베이니아주 피츠버그에서 태어났다. 백업 싱어로 활동하고 있었지만 스티비 원더와 결혼하여 스티비 원더의 프로듀스를 받아 데뷔하였으나 후에 스티비 원더와 이혼하였다. 2004년 7월 6일 사망하였다.